# Izchak Ioel Linezki

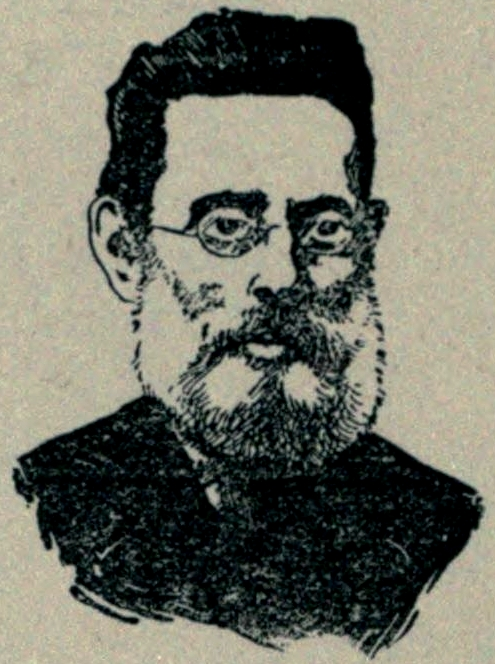
Isaak Joel Linetzki

Izchak Ioel Linezki (russisch Ицхак Иоэль Линецкий; * 1839 in Winniza; † 23. September 1915 in Odessa) war ein ukrainisch-russischer jiddisch-schreibender Schriftsteller und Satiriker.

## Leben
Linezki wuchs in einer chassidischen Familie auf. Er interessierte sich schon früh für die Haskala. Gegen den Willen der Eltern ging er 1862 heimlich nach Schitomir und trat in eine Rabbinerschule ein. Dort freundete er sich mit  Lasar Zweifel (1815–1888) an und schrieb satirische Gedichte, die in dem 1879 erschienenen jiddischen Sammelband Der beiser marschelik (Der böse Chef) aufgenommen wurden. Seine Satiren bezogen sich auf Personen des öffentlichen Lebens, meistens fromme Juden, Assimilierte und Maskilim.
Im gleichen Jahr 1862 ging Linezki weiter nach Kiew. Ab 1868 veröffentlichte er Artikel im jiddischen Wochenblatt Kol mevaser. 1868 erschien dort sein erfolgreicher Fortsetzungsroman Dos poilische jingl (Der polnische Jüngling). In den späteren Ausgaben hieß diese satirische Darstellung der Chassiden Dos chassidische jingl. 1872 veröffentlichte er einen Kalender mit parodistischen Gedichten und Darstellungen des jüdischen Alltagslebens. In der zweiten Hälfte der 1870er Jahre scheiterte er mit den Gründungen der Zeitungen Isrolik in Lemberg (zusammen mit Abraham Goldfaden) und Nazional in Rumänien. In seinen Artikeln im Isrolik verteidigte Linezki das Jiddische als einzige literarische Sprache für die Juden, da das Hebräische ungeeignet für die moderne Zeit sei.
In den 1880er Jahren begeisterte sich Linezki kurzzeitig für die Ideen der Chowewe Zion und schrieb eine Reihe von jiddischen zionistischen Artikeln. Ins Jiddische übersetzte er die elfbändige Geschichte der Juden von den Anfängen bis auf die Gegenwart von Heinrich Graetz sowie Gotthold Ephraim Lessings Nathan der Weise, Jehuda Leib Gordons Gedicht Kozo schel jod (Der Punkt des Jod) und anderes. 1888 erschien im ersten Band von Scholem Alejchems literarischem Almanach Di jidische folksbibliotek Linezkis Roman Der worem in chrein (Der Wurm im Meerrettich) als Fortsetzung seines ersten Romans ohne dessen satirischen Charakter. Der Roman erschien 1898 als eigenständiges Buch unter dem Titel Nit toit nit lebedik, Oder dem poilischn jingl's a sun.